# Jaroslav Musil
Jaroslav Musil (21. listopadu 1909 Třebíč – ?) byl český voják a řezník.

## Biografie
Jaroslav Musil se narodil v roce 1909 v Třebíči, kde se také vyučil řezníkem a následně si zřídil řeznictví. Během druhé světové války byl zatčen za porušení zásobovacích předpisů a odsouzen na čtyři roky. Byl postupně vězněn v Jihlavě, Praze, Bayreuthu, Dortmundu, Bochumi, Gollnowě a nedaleko Kaliningradu, kde nuceně pracoval na statku. V roce 1944 byl po obsazení oblasti osvobozen s dalšími vězni Rudou armádou a nastoupil do sovětské jednotky jako řidič. Později pak v dubnu roku 1945 nastoupil do československé armády (v Košicích), nastoupil do 1. československého armádního sboru, kde sloužil jako strážný v přístavu Konstanca v Rumunsku. V červnu téhož roku se vrátil do Československa a odešel z armády. Následně působil opět jako řezník, mimo jiné i v podniku Pramen v Třebíči.